# 생선가스
생선가스는 생선을 이용해 만든 튀김의 일종이다. 생선의 돈가스 형태 음식이다.

## 설명
생선가스는 주로 고등어, 대구, 민어, 명태 등의 흰살생선을 이용하여 만든다. 메로를 이용해서 만들기도 하는데 메로로 만든 생선가스는 기름지면서도 담백한 맛을 곁들인 음식이 된다. 유럽 및 미국, 남아메리카 등에선 생선을 이용한 생선가스를 매우 잘먹는 국가 중에 하나로 생선가스를 다양한 방법으로 먹기도 한다. 생선가스는 돈가스를 파는 돈가스를 주로 파는 음식점에서도 같이 다루는 음식으로 돈가스를 주로 파는 음식점에선 생선가스에 소스를 뿌려 음식으로 나오게 된다. 이외에 시중에서 생선가스를 직접 식품회사들이 만들어 팔기도 한다. 또한 생선가스는 학교의 급식에서도 나오는 음식 중에 하나이기도 하다. 생선이 들어간 음식이기 때문에 생선의 뼈인 가시가 많은 점이 있지만 최근에는 생선의 가시를 제거하고 만든 생선가스도 팔리고 있다.

## 같이 보기
- 돈가스
- 음식